# 馬爾基夫斯凱 (羅姆內區)
50°37′59″N 33°29′2″E / 50.63306°N 33.48389°E
馬爾基夫斯凱（烏克蘭語：Марківське）是位於烏克蘭東北部的村莊，由蘇梅州羅姆內區的羅姆內市鎮負責管轄。該村距離佩雷科皮夫卡、韋塞利斯泰普和比洛沃德斯凱1.5公里，海拔高度141米，2001年人口71。